# Engelbert Graf
Engelbert Graf (* 15. Juni 1922 in Steinheim am Main; † 19. April 2007 in Tübingen) war ein deutscher Apotheker und Professor für Pharmazie an der Universität Tübingen. Er war Direktor des dortigen Pharmazeutischen Instituts und Ordinarius für Pharmazeutische Technologie.

## Leben
Engelbert Graf war Sohn von Ida Graf, geborene Kämmerer, und des Prokuristen Engelbert Graf. Nachdem er das Abitur abgelegt hatte, begann er ein zweijähriges Apothekerpraktikum. In Darmstadt legte er die pharmazeutische Vorprüfung ab. Anschließend wurde er in die Wehrmacht einberufen und geriet später in Kriegsgefangenschaft.
Im Jahr 1942 wurde Graf zum Pharmaziestudium in Frankfurt am Main, später in Jena, abkommandiert. 1945 schloss er sein Studium mit dem Staatsexamen an der Universität Jena ab. Von 1945 bis 1947 arbeitete er als Apotheker, von 1948 bis 1959 als Assistent – ab 1957 als Privatdozent in Würzburg. 1950 war er an der Universität Würzburg bei Diezel promoviert zum Dr. rer. nat. promoviert worde. 1956 habilitierte sich Graf in Würzburg mit dem Thema Über die Alkaloide der Eibe. Dabei gelang ihm die Strukturaufklärung der Taxine A und B, organische Naturstoffe aus Taxus baccata, der europäischen Eibe.
1959 erhielt er ein Carl-Mannich-Forschungsstipendium. Ab 1960 war er an der Universität Tübingen als außerordentlicher Professor tätig. Dort wurde er zum Leiter der galenischen Abteilung. Von 1967 bis 1988 war er Ordinarius für Pharmazeutische Technologie an der Universität Tübingen. Neben der Hauptvorlesung in pharmazeutischer Technologie las er auch Vorlesungen zur Homöopathie und Geschichte der Pharmazie.
Graf veröffentlichte über 120 Publikationen und betreute über 50 abgeschlossene Promotionen. Er war Mitglied der Arzneibuchkommission für das deutsche Arzneibuch (DAB 7 bis DAB 9). Insgesamt hatte er sechs Fachmitgliedschaften, unter anderem in den Vereinigten Staaten von Amerika. Außerdem war er an der Schaffung des ersten homöopathischen Arzneibuchs der BRD beteiligt (HAB1). Bis zum Jahr 1992 leitete er den Ausschuss für Analytik dieser Arzneibuchkommission. Des Weiteren war er Mitglied im Sachverständigenausschuss für Standardzulassungen des Bundesgesundheitsamtes.
Engelbert Graf war katholisch und ab 1960 verheiratet mit der promovierten Ingeborg Graf, geborene Steiff, und Träger des Goldenen Sportabzeichens.

## Veröffentlichungen (Auswahl)
- mit Rolf Preuss: Gadamers Lehrbuch der chemischen Toxikologie und Anleitung zur Ausmittelung von Giften. 3. Auflage 1966.
- mit H. Hamacher: Propädeutische Arzneiformenlehre. 1976.
- als Schriftleiter: Pharmazie in unserer Zeit. 1972 ff.
- Graf, Engelbert: Propädeutische Arzneiformenlehre – Einführung in die Arzneiformenlehre und Laboratoriumpraxis. (openlibrary.org)., 1997 Wissenschaftliche Verlagsgesellschaft ISBN 3804712673.